# Quepem
Quepem är en ort i Indien.   Den ligger i distriktet South Goa och delstaten Goa, i den sydvästra delen av landet, 1 500 km söder om huvudstaden New Delhi. Quepem ligger 20 meter över havet och antalet invånare är 13 041.
Terrängen runt Quepem är platt norrut, men söderut är den kuperad. Runt Quepem är det ganska tätbefolkat, med 134 invånare per kvadratkilometer. Närmaste större samhälle är Madgaon, 14,5 km nordväst om Quepem. I omgivningarna runt Quepem växer huvudsakligen savannskog.